# Oakridge (Oregon)
Pour les articles homonymes, voir Oakridge.
Oakridge est une ville du comté de Lane dans l'Oregon, aux États-Unis. Elle est située à l'est de Westfir sur la Oregon Route 58 (en), à 64 km à l'est d'Eugene et à 240 km au sud-est de Portland.
Elle est entourée par la forêt nationale de Willamette et la chaîne des Cascades. Elle est réputée pour ses activités de plein air et la proximité de la station de sports d'hiver de Willamette Pass.
Elle était, à l'origine, appelée Hazeldell. Son bureau de poste a été installé le 26 juillet 1888. Quand la gare de la Southern Pacific Transportation Company s'est ouverte en 1912, elle prit le nom de Oak Ridge du fait de la configuration de la topographie environnante. Le nom a ensuite été condensé en un seul mot.
L'économie de Oakridge et de Westfir a été centrée autour de la voie ferrée, l'industrie forestière et les loisirs. Au XXe siècle, il y existait deux scieries. Les deux usines ont fermé en 1985, et l'économie locale a alors décliné. Depuis lors, elle a été légèrement rebondi, avec une ouverture d'un supermarché en 2010, une boulangerie en 2011 ainsi qu'une brasserie.

## Histoire
Le site de l'actuelle ville d'Oakridge a été initialement exploré en 1852 par des pionniers pour être sur le passage d'une possible route allant du centre de l'Oregon vers la vallée de la Willamette. La ville a été connue ous le nom de Hazeldell ; Big Prairie et Oak Ridge. En 1912, elle prend son nom actuel et son véritable essor grâce à l'installation d'une ligne de chemin de fer de la Southern Pacific Railroad.
Dans les années 1940, la ville abrite de nombreuses scieries qui exploitent les richesse de la région en bois (matériau de construction). La plus grande d'entre elles, la « Pope and Talbot Lumber Company » employait plus de 500 personnes. Depuis 1985, ces grandes compagnies ont disparu de la région.

## Géographie
Oakridge se trouve dans une vallée au pied de la chaîne des Cascades. Elle est entièrement entourée par la forêt nationale de Willamette. De nombreuses rivières parcourent la région pour la pratique de la pêche. Le pic Diamond, un volcan bouclier se trouve au sud-est dans la Réserve intégrale Diamond Peak. Le lac Waldo, connu pour être un des plus purs du monde, et les chutes de Salt Creek Falls (en), les deuxièmes plus hautes de l'Oregon, se trouvent à une trentaine de kilomètres à l'est de la ville.

### Démographie
Au recensement de 2010, la population était de 3 205 habitannts dont 1 437 ménages et 849 familles résidentes.
En 2000, le revenu moyen par habitant était de 12 885 dollars par habitant, avec 14.5 % de la population vivant sous le seuil de pauvreté.